# Seaxburg (Kent)

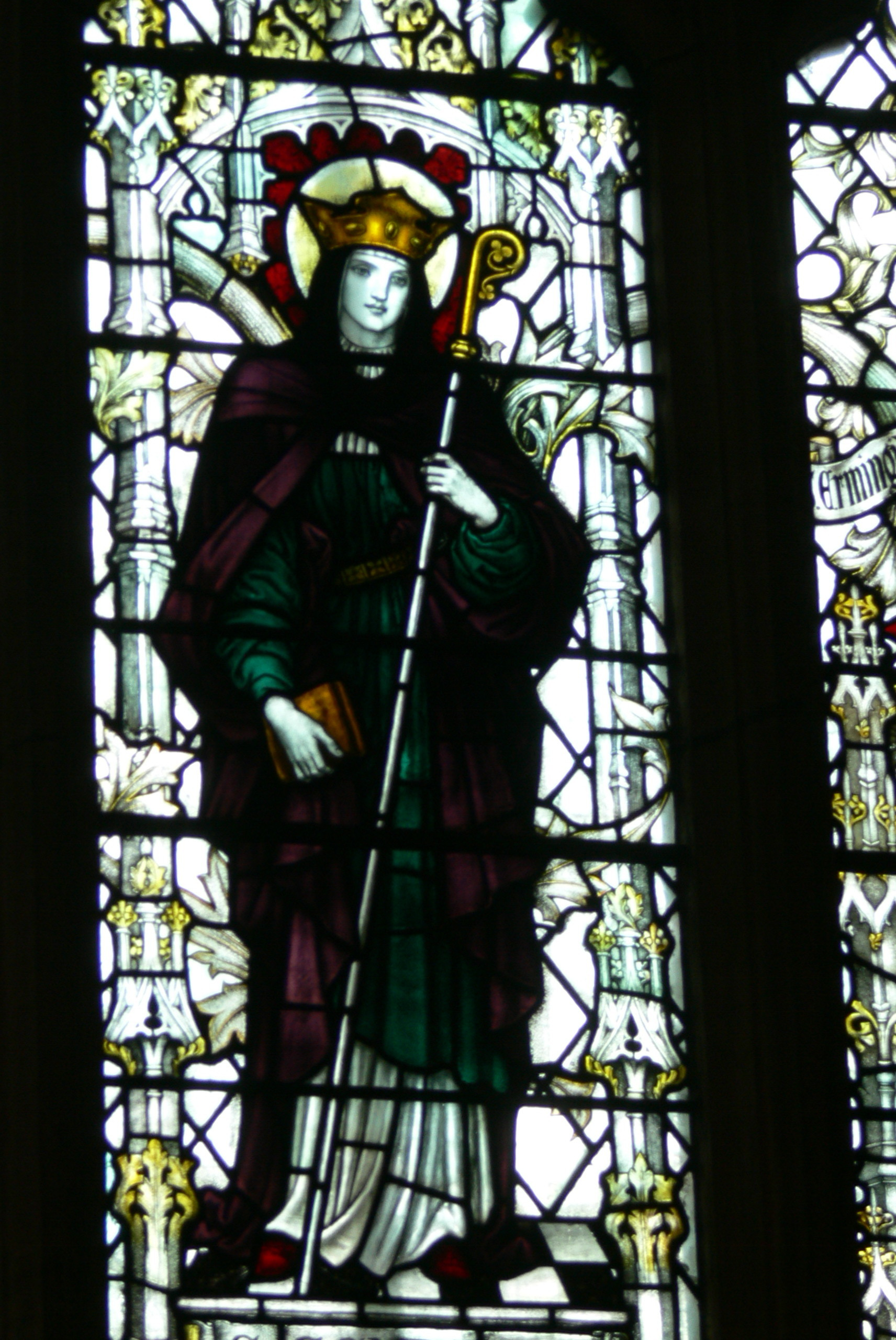
Seaxburg auf einem Fenster des Refektoriums der Kathedrale von Chester

Seaxburg (auch Sexburga, Seaxburh, Sexberga, † um 700) ist eine angelsächsische Heilige.

## Leben
Sie war die älteste Tochter des angelsächsischen Königs Anna von East Anglia aus der Dynastie der Wuffinger. Um 640/645 wurde sie die Gemahlin des Königs Earconberht von Kent und übte auf dessen Regierung großen Einfluss aus. Seaxburg ist die Mutter der heiligen Eormenhild und Eorcengota sowie der Könige Ecgberht I. und Hlothhere von Kent.
Nach dem Tod ihres Gatten († 664) führte sie zwei Jahre die Regentschaft des Landes für ihren Sohn Ecgberht und wurde dann Äbtissin in dem von ihr gegründeten Benediktinerinnenklosters Minster-in-Sheppey (Insel Thanet bei Ramsgate, Grafschaft Kent). 675 verließ sie das Kloster wieder. Der „Liber Eliensis“ enthält die Abschiedsrede Seaxburgs an die Nonnen von Minster und berichtet von ihrer Ankunft in dem von ihrer Schwester Æthelthryth gegründeten und geleiteten Klosters Ely (nördl. von Cambridge), wo Seaxburg Nonne wurde. Als ihre Schwester Æthelthryth 679 starb, wurde Seaxburg Nachfolgerin als Äbtissin von Ely. Im Jahr 695 ließ Seaxburg die Gebeine Æthelthryths in einen neuen Sarkophag aus weißem Marmor umbetten. Dabei fand man ihren Leichnam unverwest vor. Ihre Schwester war ebenfalls eine Heilige.
Seaxburg starb um 699/700 in Ely und wurde neben ihrer Schwester Æthelthryth beigesetzt. Am 17. Oktober 1106 wurden die Reliquien der in Ely beigesetzten Heiligen in neue Schreine umgebettet und in die normannischen Kathedrale von Ely überführt. Ihr Gedenktag ist der 6. Juli.